# María Elena Caso
María Elena Caso (18. Dezember 1915 in Mexiko-Stadt – 6. November 1991) war eine mexikanische Biologin, die Pionierarbeit bei der Erforschung von Seesternen und anderen Stachelhäutern in Mexiko leistete. Sie ist Gründerin der Nationalen Sammlung von Stachelhäutern in Mexiko, die bedeutendste in Lateinamerika, die derzeit mindestens 100.000 Proben von 800 Arten von der mexikanischen Küste zählt und war an der Gründung des Labors für Hydrobiologie des Biologieinstituts der Nationalen Autonomen Universität von Mexiko beteiligt, heute als Institut für Meereswissenschaften und Limnologie bekannt. Sie gilt als bedeutende Wissenschaftlerin auf dem Gebiet der marinen Biodiversität.

## Leben
María Elena Caso wurde in Mexiko-Stadt in eine Familie bekannter Persönlichkeiten geboren: Ihr Vater war der Philosoph Antonio Caso Andrade, Rektor der ehemaligen Universidad Nacional de México. Ihr Bruder war der Archäologe Alfonso Caso. In ihrer Kindheit verbrachte sie auch Zeit mit bedeutenden mexikanischen Persönlichkeiten wie José Vasconcelos und Alfonso Reyes. Sie studierte Biologie an der Nationalen Autonomen Universität von Mexiko, wo sie auch einen Masterabschluss machte und 1943 eine lobende Erwähnung für ihre Arbeit erhielt, nachdem sie über die Existenz einer neuen Art in Mexiko, Linckia guildingii, berichtet hatte. Zusammen mit dem spanischen Professor Enrique Rioja Lobianco, der während des Spanischen Bürgerkriegs aus dem Exil nach Mexiko kam, gründete sie das Labor für Hydrobiologie des Instituts für Biologie an der Nationalen Autonomen Universität von Mexiko. Sie besuchte sowohl die atlantische als auch die pazifische mexikanische Küste auf der Suche nach Stachelhäutern unter den harten Bedingungen ihrer Zeit und verbrachte mehr als 50 Jahre ihres Lebens mit dem Studium dieser Tiere.

## Wirken
María Elena Caso hatte während ihrer Karriere mehrere Positionen als Professorin und Forscherin an der Nationalen Autonomen Universität von Mexiko inne. Sie beschrieb 17 neue mit Stachelhäutern verwandte Taxa und veröffentlichte zahlreiche Arbeiten.